# Radziejowa
Radziejowa (1266,5 m) – najwyższy szczyt Beskidu Sądeckiego należący do Korony Gór Polski. Nazwa szczytu pochodzi od osoby o nazwisku lub przydomku Radziej.

## Topografia
Znajduje się w głównym grzbiecie Pasma Radziejowej, pomiędzy Wielkim Rogaczem, od którego oddziela ją przełęcz Żłobki, a Złomistym Wierchem Południowym, położonym za Przełęczą Długą. Przed Przełęczą Długą znajduje się jeszcze niewybitna kulminacja Małej Radziejowej (1207 m). Główny grzbiet, patrząc od zachodu, skręca na Radziejowej w prawo, na południe, natomiast na północny wschód odbiega boczny grzbiet kulminujący w Jaworzynie Wielkiej, a na północ odgałęzia się niewielki grzbiet Magorzycy. Przez główny grzbiet Radziejowej biegnie granica między wsią Jaworki w powiecie nowotarskim i Roztoką Ryterską w powiecie nowosądeckim.
W stokach Radziejowej ma swój początek kilka potoków: Czarna Woda, Mokry Potok, Mała Roztoka, Potok pod Dudłą i Potok Bański.

## Przyroda
Na północnym stoku Radziejowej znajduje się rezerwat przyrody Baniska z jaskinią Bania w Radziejowej oraz małe osuwiskowe jeziorko Młaka, w pobliżu miejsce zwane Ołtarz, z niewielką wychodnią skalną oraz śladami jaskini szczelinowej u podnóża. Na południowym stoku w pobliżu rozejścia dróg (przełęcz Żłobki – Zawory) znajduje się wydajne źródło okresowe nazywane lokalnie Smocze Gardło.
Radziejowa zbudowana jest z piaskowców. Zarówno wierzchołek, jak i stoki Radziejowej są niemal całkowicie porośnięte lasem. Dużą osobliwością jest jedyne w całej Polsce stanowisko pierwiosnka omączonego. Znajduje się na niewielkiej polanie na wysokości 800 m. Odkryte zostało w 1959 r., później wielokrotnie potwierdzone (m.in. w 2000 r.).

## Turystyka
W 2006 r. na Radziejowej oddana została do użytku drewniana wieża widokowa o wysokości około 20 m. W czerwcu 2010 roku została poważnie uszkodzona, prawdopodobnie przez piorun. Po gruntownym remoncie była znów czynna. Od dnia 15 listopada 2017 roku ponownie wyłączono ją z użytkowania ze względu na zły stan techniczny w postaci spróchnienia konstrukcji. W roku 2019 wybudowano, a w 2020 r. oddano dla ruchu turystycznego nową, bezpieczniejszą wieżę widokową na Radziejowej. Roztacza się z niej rozległa panorama na wszystkie strony. Wraz z budową wieży wyznaczono nową ścieżkę przyrodniczą „Rogasiowy Szlak” w dolinie Roztoki Małej.
Oprócz wieży na szczycie znajdują się również pomnik 1000-lecia Polski oraz betonowy obelisk.

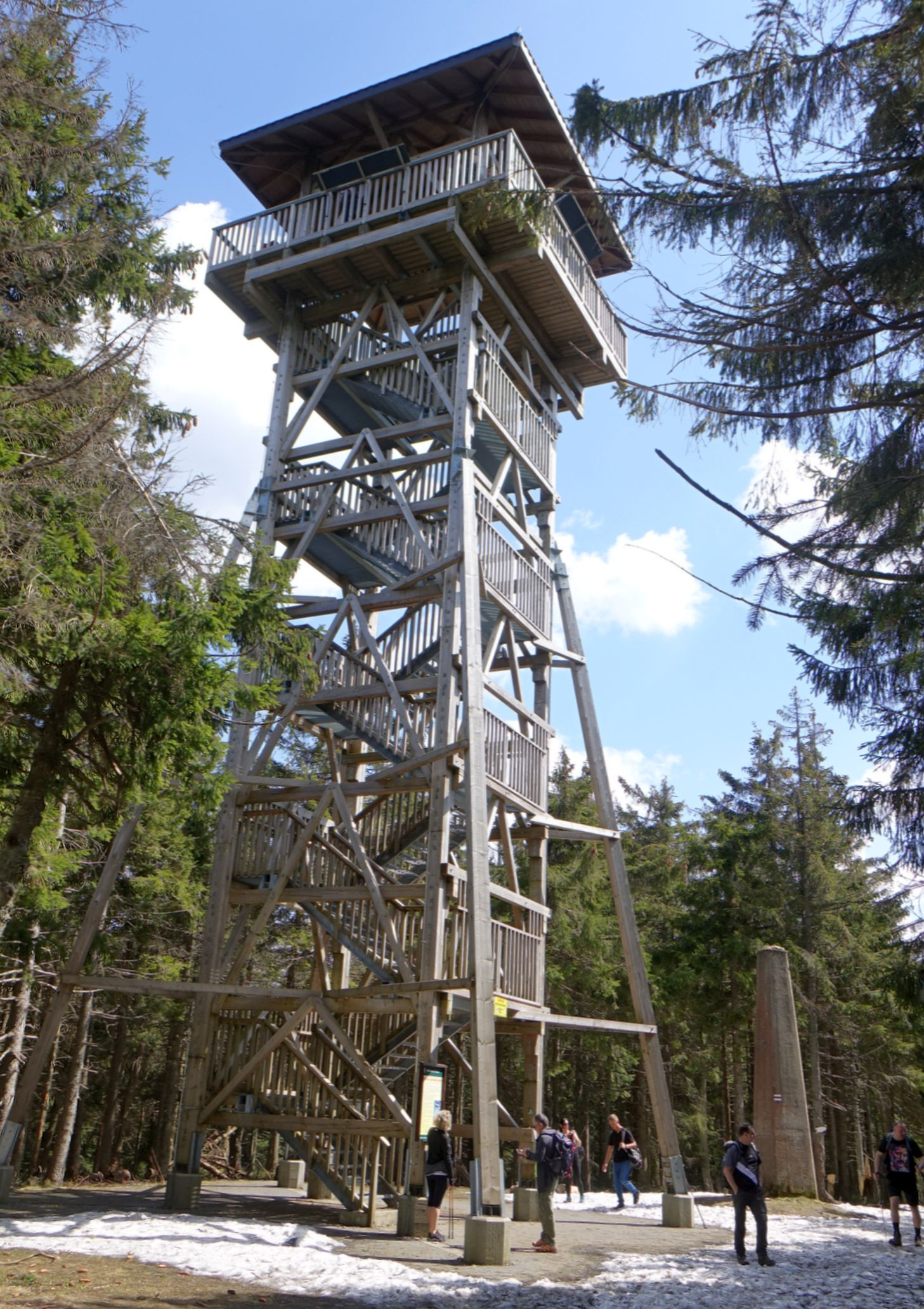
Wieża widokowa (2023)
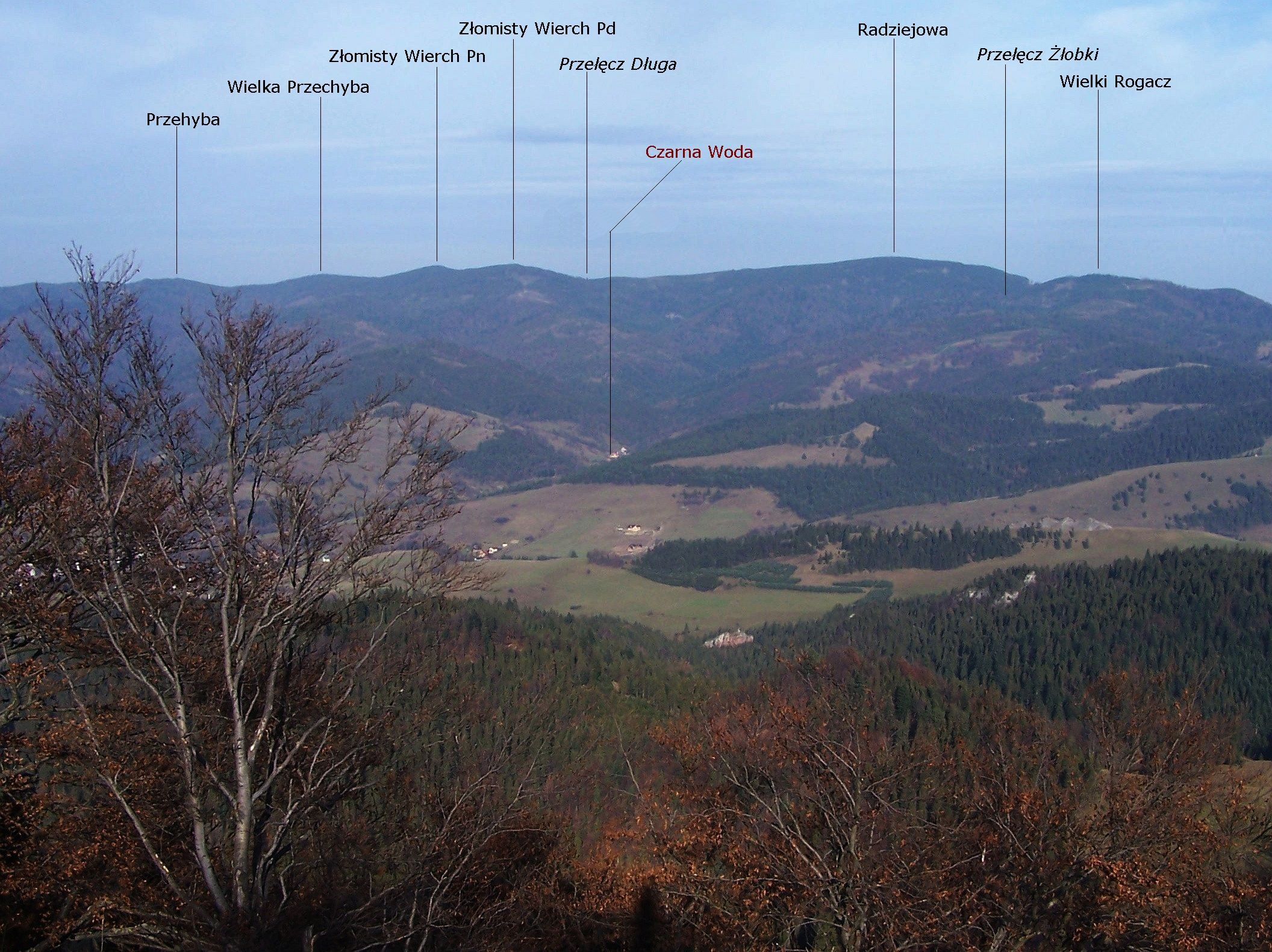
Radziejowa i okoliczne szczyty. Widok z Wysokiej
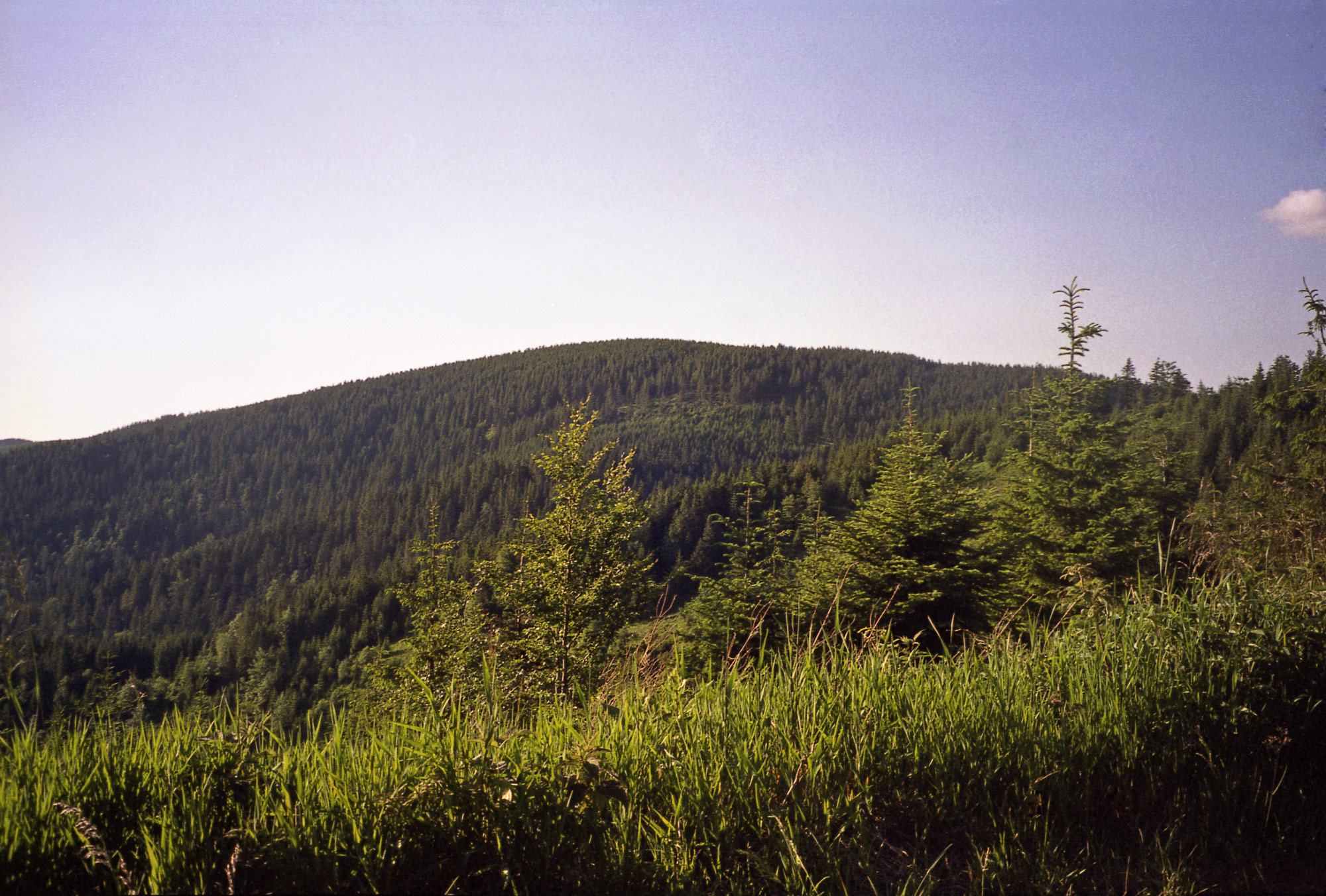
Radziejowa widoczna z Małego Rogacza
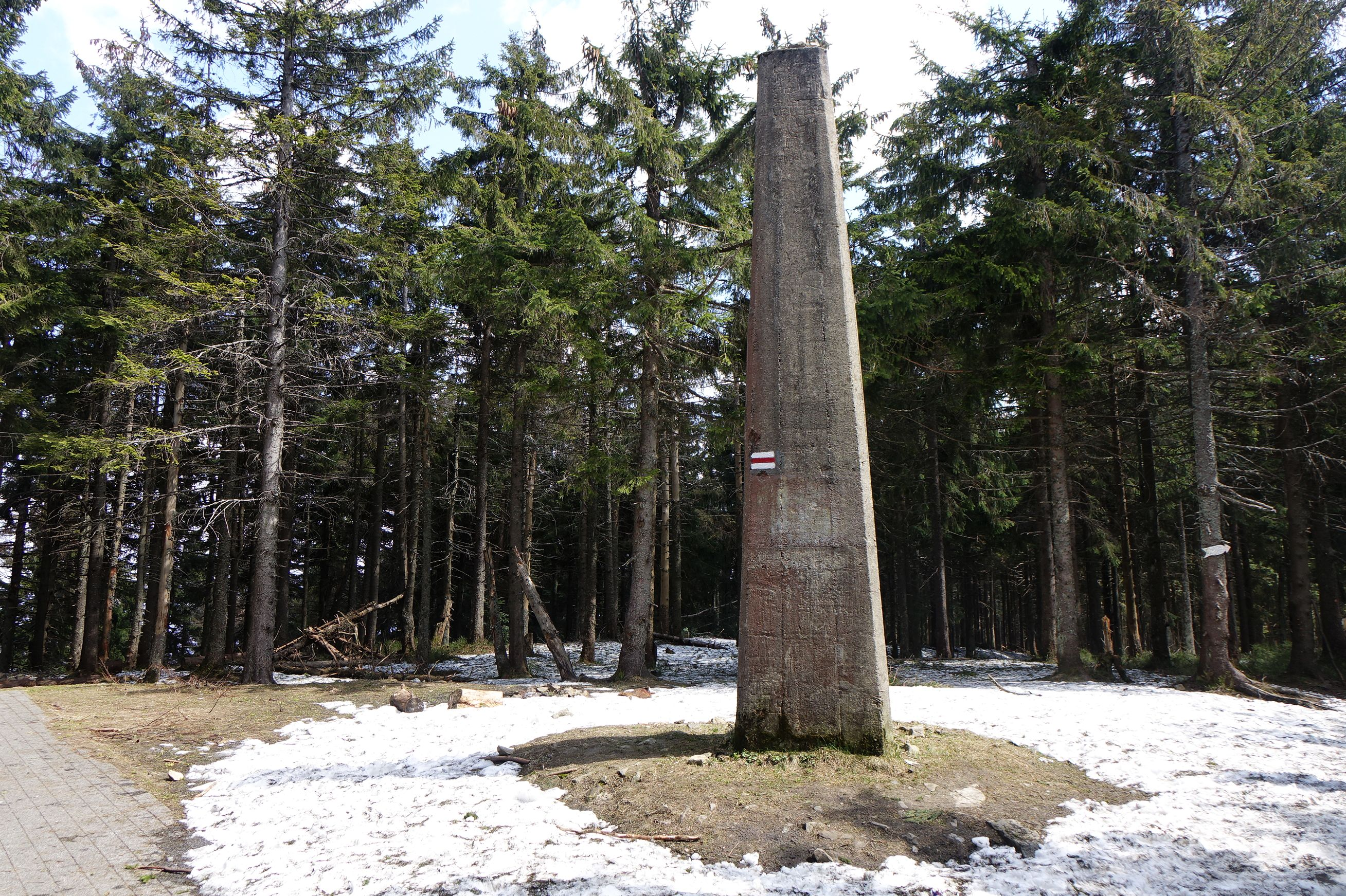
Obelisk
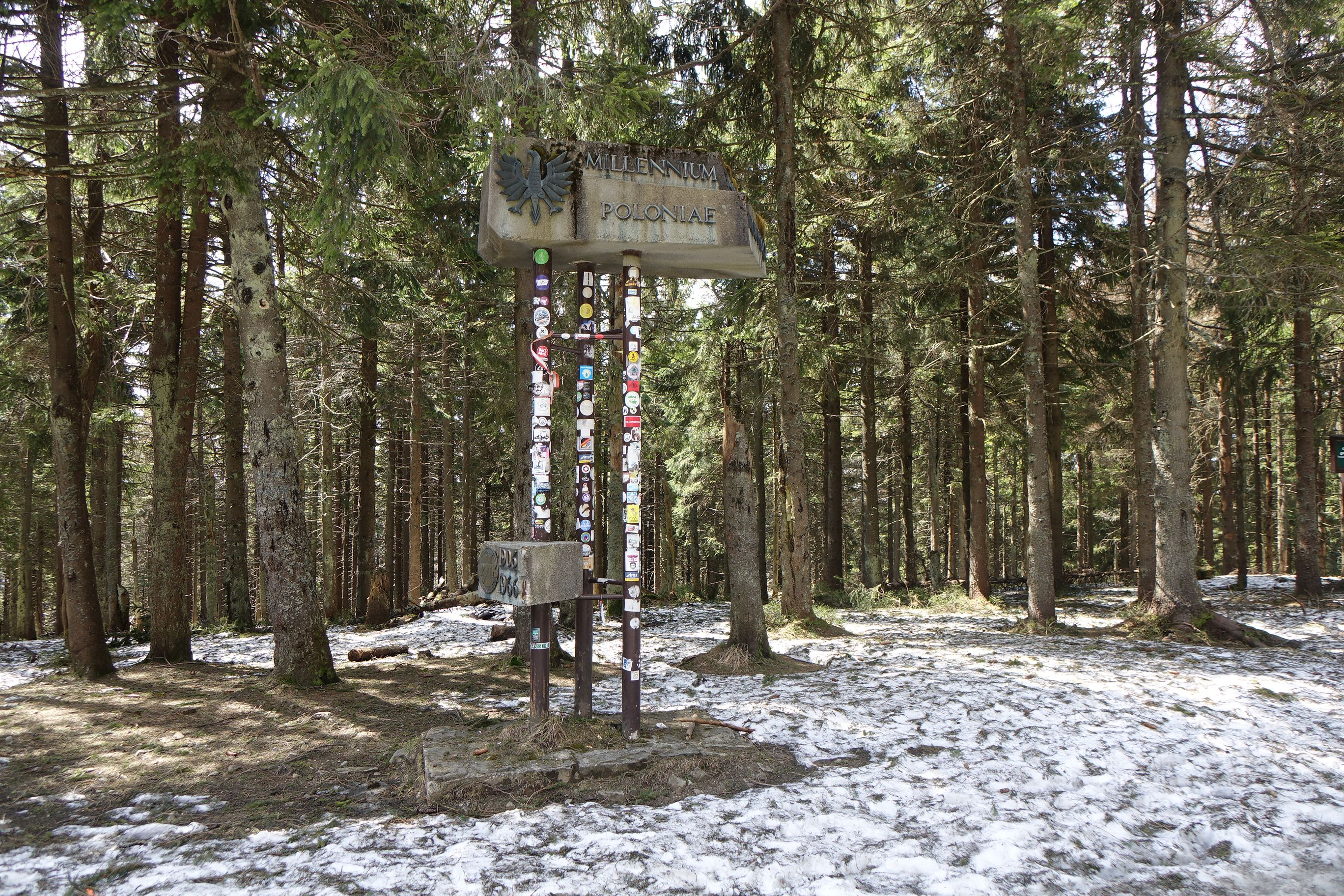
Pomnik 1000-lecia Polski

Pieszy szlak turystyczny
 Prehyba – Radziejowa – Wielki Rogacz – Rytro (Główny Szlak Beskidzki)
- z Przehyby 1:30 h (z powrotem 1.15 h)
- z Wielkiego Rogacza 0:35 h (z powr. 0:30 h), z Rytra 4:10 h (↓ 3:20 h).